# Rusofilia

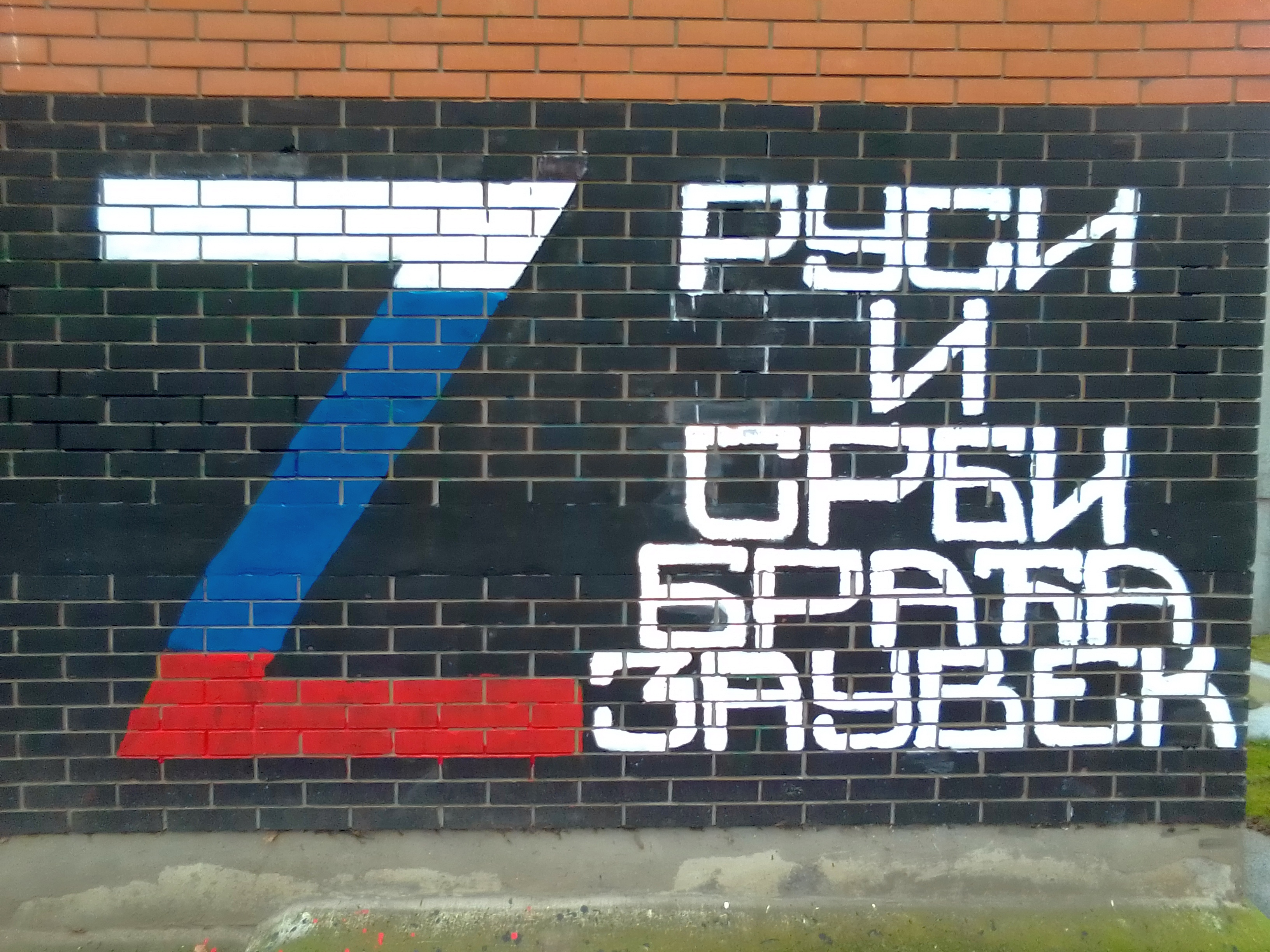
Foto de un mural en apoyo a los esfuerzos bélicos de Rusia, en las afueras de Belgrado (Serbia).

La rusofilia es una tendencia ideológica caracterizada por la admiración y amor por Rusia, el gobierno ruso, el idioma ruso , a los rusos y a la Cultura Rusa. El término suele utilizarse en dos contextos básicos: en política internacional y en un contexto cultural. «Rusofilia» y «rusófilo» son los términos utilizados para señalar sentimientos prorrusos, normalmente utilizados en política o literatura.

## Rusofilia en la cultura occidental
El amor por los rusos (o cuando menos admiración) en los países occidentales puede estar basado en los estereotipos creados por la cultura de masas (la tradicional hospitalidad rusa, la ternura rusa, etc.), así como en un estudio en profundidad de la mentalidad rusa, como es expresado, por ejemplo, por el autor estadounidense Robert Alexander: "Amo a los rusos por su naturaleza dramática y emocional. No tienen miedo a amar, ni tienen miedo a resultar heridos, ni tienen miedo a exagerar o actuar de forma impulsiva."
En octubre del año 2004, la Organización Internacional Gallup anunció los resultados de su encuesta,, según la cual aproximadamente el 20 % de los residentes de Europa Occidental tenían una opinión positiva sobre Rusia, con el porcentaje más positivo procedente de Islandia, Grecia y el Reino Unido. El porcentaje de opinión menos positiva hacia Rusia se reducía al 9 % en Finlandia, Turquía, y se incrementaba al 36 % en Letonia, al 34 % en Estonia y al 38 % en Lituania, cuyo porcentaje de población rusa sin duda afectó al resultado.

## Rusofilia en Serbia y Montenegro
Debido a sus lazos culturales e históricos, sobre todo desde el siglo XIX, Rusia resulta muy popular en Serbia y Montenegro, que siempre han considerado a Rusia un aliado próximo. Aunque en otros países de Europa Oriental Rusia no resulta muy popular debido a su influencia sobre esos países durante el período de la Guerra Fría, como Serbia y Montenegro no conocieron la ocupación soviética sus residentes han considerado a los rusos un pueblo amigable y con lazos estrechos. Alrededor de un 53 % de los serbios consideran a Rusia su primer aliado en la escena internacional.

## Rusofilia en Ucrania
En Ucrania la rusofilia se encuentra muy extendida en el este y sur del país, cuyos residentes desearían establecer lazos económicos y políticos más estrechos con su vecino, hasta el punto de la unión nacional plena. No obstante, el nacionalismo ucraniano a menudo utiliza la oposición a Rusia invocando la ocupación soviética y otros agravios históricos.

### Rusofilia en Ucrania occidental
La rusofilia (también Moscofilia: (en ucraniano: москвофільство, romanizado: moskvofil’stvo) es un movimiento lingüístico, literario y sociopolítico extendido por los territorios ucranianos de occidente (Galitzia, Transcarpacia y Bucovina) entre los siglos XVIII - XX. Los defensores de este movimiento creían en la unión lingüística, cultural y social con el pueblo ruso y posteriormente en la unión política con Rusia. Entre las causas de la aparición de este movimiento se encuentra la desaparición de un estado político ucraniano, siglos de opresión extranjera, la fragmentación y dispersión de los antiguos territorios ucranianos, así como la desafección de las élite nacionales y la debilidad del sentimiento cultural.

### Rusofilia en Transcarpacia
Los primeros signos de rusofilia en la Transcarpacia o Rutenia se remontan hasta finales del siglo XVIII cuando varios rusos con vínculos con el gobierno y la corte del zar se asentaron en la región. Famosos científicos y activistas como I. Orlai, M. Baludiansky, P. Lodiy y otros vivieron en Transcarpacia y mantuvieron estrechos lazos con su país de nacimiento, promoviendo el interés hacia Rusia, especialmente hacia su vida cultural, su lengua y literatura.

### Rusofilia en Galitzia y Bucovina
Cuando los territorios de Galitzia y Bucovina fueron incorporados al Imperio de los Habsburgo en 1772, el gobierno austriaco trató a la población ucraniana de estos territorios con suspicacia, temiendo la influencia rusa debido a la cercanía de la cultura ucraniana y rusa. Esta desconfianza de las autoridades fue fomentada por influyentes políticos polacos en un intento de frenar el crecimiento de la conciencia nacional rusa en los territorios donde los polacos gobernaban. Cualquier intento de renacer cultural fue recibido con hostilidad por parte del gobierno austriaco, que lo considerada una influencia moscovita. A pesar de esta atmósfera de desconfianza y suspicacia la primera institución educativa La compañía de los sacerdotes fue fundada en Przemyśl. El metropolitano M. Levytsky comenzó a introducir la lengua rutena en las escuelas elementales, desarrolló libros de gramática, insistió en la instrucción en ruteno en la Universidad y fundó la sociedad "Ruska Troyka". Tras la Primera Guerra Mundial la República Lemko-Rusyn intentó unirse con los territorios de Lemko en Rusia y posteriormente a zonas rusófilas similares en el recién formado país de Checoslovaquia.